# Myten om Wu Tao-tzu
Myten om Wu Tao-tzu är en roman av Sven Lindqvist. Den publicerades 1967 och är självbiografisk kortprosa. Titelns Wu Tao-tzu är en kinesisk konstnär under Tangdynastin som stiger in i en väggmålning han själv har målat. 